# Kościół św. Stanisława w Osieku
Kościół świętego Stanisława w Osieku – rzymskokatolicki kościół parafialny znajdujący się w mieście Osiek, w województwie świętokrzyskim. Należy do dekanatu Koprzywnica diecezji sandomierskiej. Jedyny rejestrowany zabytek miejscowości.
Obecna świątynia murowana została wzniesiona w 1852 roku dzięki staraniom Wasilija Pogodina – prawosławnego właściciela dawnych dóbr królewskich. W latach 1896–1897 kościół został przebudowany i rozbudowany. W 1897 roku budowla została konsekrowana. W 1965 roku budowla została wymalowana. Świątynia reprezentuje styl neoklasycystyczny.